# The Crown
A The Crown svéd death/thrash metal együttes. Crown of Thorns néven alakultak 1990-ben Trollhättan-ban. Két stúdióalbum után nevet változtattak, és The Crown-ként folytatták. 2004-ben feloszlottak, majd 2009-ben újjáalakultak. 2004-es feloszlásukkor Johan Lindstrand énekes új zenekart alapított, One Man Army and the Undead Quartet elnevezéssel. Az együttes albumait a következő lemezkiadók jelentetik meg: Black Sun (1995-től 1997-ig), Metal Blade Records (1998-2004, 2017-), Century Media Records (2009-2017).

## Tagok
- Johan Lindstrand - ének (1990-2001, 2002-2004, 2011-)
- Makko Tervonen - ritmusgitár (1990-2004, 2009-)
- Magnus Olsfelt - basszusgitár (1990-2004, 2009-)
- Robin Sörqvist - gitár (2013-)
- Henrik Axelsson - dobok (2014-)

## Diszkográfia
Stúdióalbumok
- The Burning (1996)
- Eternal Death (1997)
- Hell is Here (1999)
- Deathrace King (2000)
- Crowned in Terror (2002)
- Possessed 13 (2003)
- Crowned Unholy (2004)
- Doomsday King (2010)
- Death is Not Dead (2015)
- Cobra Speed Venom (2018)
- Royal Destroyer (2021)